# 光苞刺头菊
光苞刺头菊（学名：Cousinia leiocephala）是菊科刺头菊属的植物，是中国的特有植物。分布在天山地区以及中国大陆的新疆等地，生长于海拔1,180米的地区，一般生于山坡，目前尚未由人工引种栽培。